# Resolució 190 del Consell de Seguretat de les Nacions Unides
La Resolució 190 del Consell de Seguretat de les Nacions Unides, aprovada el 9 de juny de 1964, després de reiterar les seves sol·licituds prèvies de la República de Sud-àfrica, el Consell va observar amb gran preocupació el judici de Rivonia i va instar al govern a alliberar a totes les persones condemnades o jutjades per la seva oposició a l'apartheid. El Consell també va convidar a tots els Estats a exercir tota la seva influència per induir al Govern de Sud-àfrica a complir i va demanar al Secretari General que seguís de prop l'aplicació de la present resolució per informar al Consell de Seguretat el mes aviat possible.
La resolució va ser aprovada per set vots contra cap, amb quatre abstencions de Brasil, França, Regne Unit i Estats Units.